# Araltuz
Araltuz (russisch Аралтуз) ist ein Salzproduzent in Kasachstan. Mit einem Marktanteil von 55 Prozent ist das Unternehmen der größte Salzproduzent Kasachstans. Araltuz produziert sowohl Speisesalz als auch technisches Salz.
Der Salzabbau am Aralsee begann bereits 1913. Das Unternehmen Sol-Artel wurde schließlich 1925 gegründet, um Salz an den Jaksylysh Salzseen zu fördern. Dieses Unternehmen war ein Vorgängerbetrieb von Araltuz. Im Zuge der Privatisierung wurde 1994 Araltuz geschaffen.
Mit umfangreichen Modernisierungsmaßnahmen erreichte die Produktion 1996 internationale Standards. Seitdem ist Araltuz auch in Russland, Zentralasien und anderen GUS-Staaten tätig.